# Albert Treier

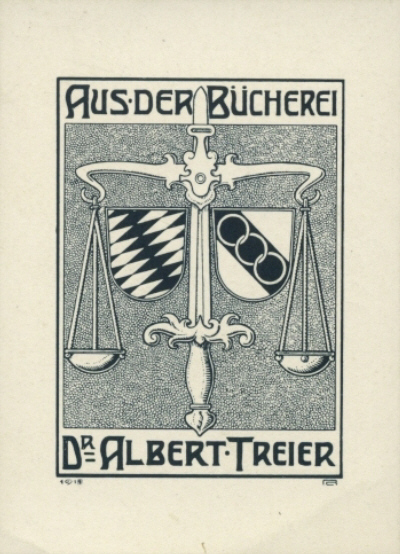
Lorenz M. Rheude: Exlibris für Albert Treier (1911)

Georg Philipp August Albert Treier (* 7. Juni 1886 in Ludwigshafen; † 19. Februar 1956 in Würzburg) war ein deutscher Jurist und Autor.

## Leben
Albert Treier war der Sohn von Philipp Treier und Barbara Heilig. Er besuchte humanistische Gymnasien in Pirmasens, Landau in der Pfalz und Bamberg. Anschließend studierte er in München, Berlin sowie Erlangen, wo er mit einer Schrift über „Die privatrechtliche Stellung der unehelichen Kinder im Gebiete des Bamberger Landrechts“ (1911) promoviert wurde. Seit 1906 war er Mitglied der Studentenverbindung Apollo München, der späteren Burschenschaft Apollo München. Er arbeitete als Rechtsanwalt in Würzburg und in Bamberg. Nach der Teilnahme am Ersten Weltkrieg trat er in den bayerischen Justizdienst ein und war von 1922 bis 1928 Amtsrichter in Bad Rodach, von 1928 bis 1932 Staatsanwalt und von 1932 bis 1949 Landgerichtsrat in Schweinfurt, wo er in der Ignaz-Schön-Str. 24 wohnte. Albert Treier heiratete am 12. Januar 1918 in Bamberg Margarethe Knoblach und hatte zwei Söhne, von denen Gerhard Treier Richter am BGH in Karlsruhe wurde.
Treier verfasste historische Sachbücher und war Sammler von Exlibris. Er besaß eine der bedeutendsten Exlibris-Sammlungen im fränkischen Raum mit mehreren Tausend Belegstücken. 1989 fand in der Badischen Landesbibliothek eine Ausstellung seiner Sammlung statt, die einen Überblick über die Entwicklung des Exlibris vom Anfang des 16. bis Mitte des 20. Jahrhunderts gab. Treier war Mitglied im Historischen Verein Schweinfurt e. V.
Das Wappen Treier zeigt in Gold einen blauen Schrägbalken, belegt mit drei miteinander verschränkten goldenen Ringen, auf dem Helm mit blau-goldenen Decken wachsend ein goldener rotgezungter Brackenrumpf mit blauen Behängen und mit beringtem rotem Halsband. Das Schildbild ist redend über die Assoziation Treier – Dreier – ein Dreier aus drei Ringen, drei Ringe eine Einheit bildend. Der Brackenrumpf ist aufgrund der sprichwörtlichen Treue der Hunde eine zweite redende Assoziation.

## Veröffentlichungen (Auswahl)
- Lorenz M. Rheude, München – Exlibris 1900–1925, Frankfurt/Oder 1926.
- Alte Schweinfurter Bücherzeichen – Exlibris, Würzburg 1951.
- Das Exlibris in der Leopoldina: 104 alte dt. Bucheigenzeichen mit 69 Abb. Festgabe zum 75. Geburtstag von Kommerzienrat Dr. Ferdinand Gademann (15. April 1955), Schweinfurt 1955.
- Redende Exlibris – Geschichte und Kunstform des deutschen Bücherzeichens, Wiesbaden 1986.